# 히고타노우라역
히고타노우라역(일본어: 肥後田浦駅)은 일본 구마모토현 아시키타군 아시키타정에 있는 히사쓰 오렌지 철도 히사쓰 오렌지 철도선의 철도역이다.

## 역 구조
2면 2선 구조의 지상역이며 승강장은 과선교로 이어져 있다.

### 타는 곳
| 1 | ■ 히사쓰 오렌지 철도선 | (상행) 야쓰시로 방면 |
| 1 | ■ 히사쓰 오렌지 철도선 | (하행) 미나미타 방면 |
| 2 | ■ 히사쓰 오렌지 철도선 | (상행) 야쓰시로 방면 |

## 역사
- 1925년 4월 15일: 영업 개시.
- 1984년 2월 1일: 화물 취급 폐지.
- 1985년 3월 14일: 역 사무원 배치 폐지.
- 1987년 4월 1일 - 민영화에 따라 규슈 여객철도의 소속이 되었다.
- 2004년 3월 13일 - 규슈 신칸센이 개통함으로, 히사쓰 오렌지 철도로 소속이 이관되었다.
- 2007년 10월 1일: 토요일만 역 사무원 배치 개시.

## 인접 정차역
| 히사쓰 오렌지 철도 ■ 히사쓰 오렌지 철도선 | 히사쓰 오렌지 철도 ■ 히사쓰 오렌지 철도선 | 히사쓰 오렌지 철도 ■ 히사쓰 오렌지 철도선 |
| ----------------------------------------- | ----------------------------------------- | ----------------------------------------- |
| 다노우라오타치미사키코엔 야쓰시로 방면    | 보통                                      | 우미노우라 이즈미 방면                    |